# SN 1984A
SN 1984A – supernowa typu Ia odkryta 17 stycznia 1984 roku w galaktyce NGC 4419. Jej maksymalna jasność wynosiła 12,40m.